# Huntum

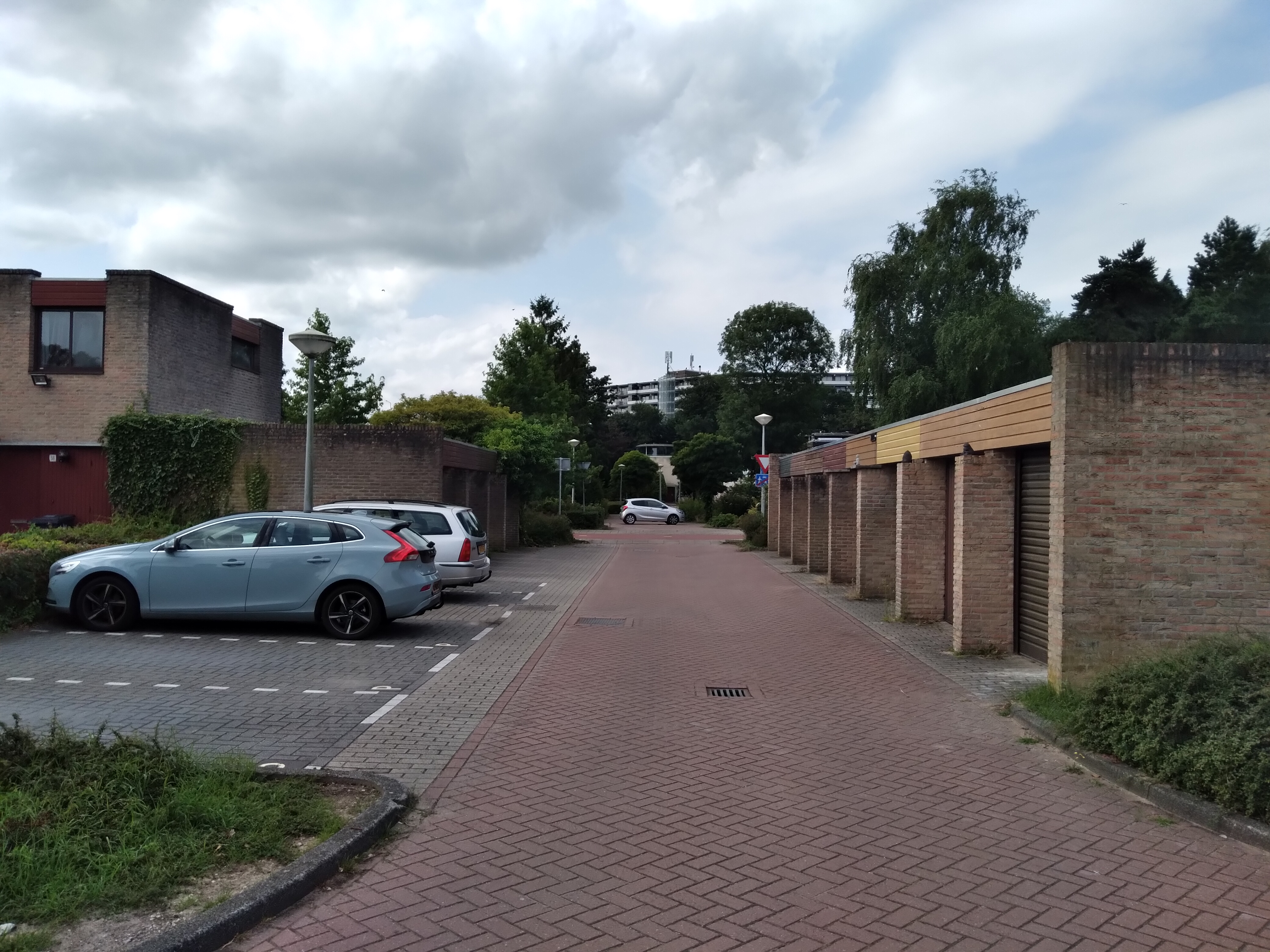
Doorkijk in de wijk (augustus 2021)

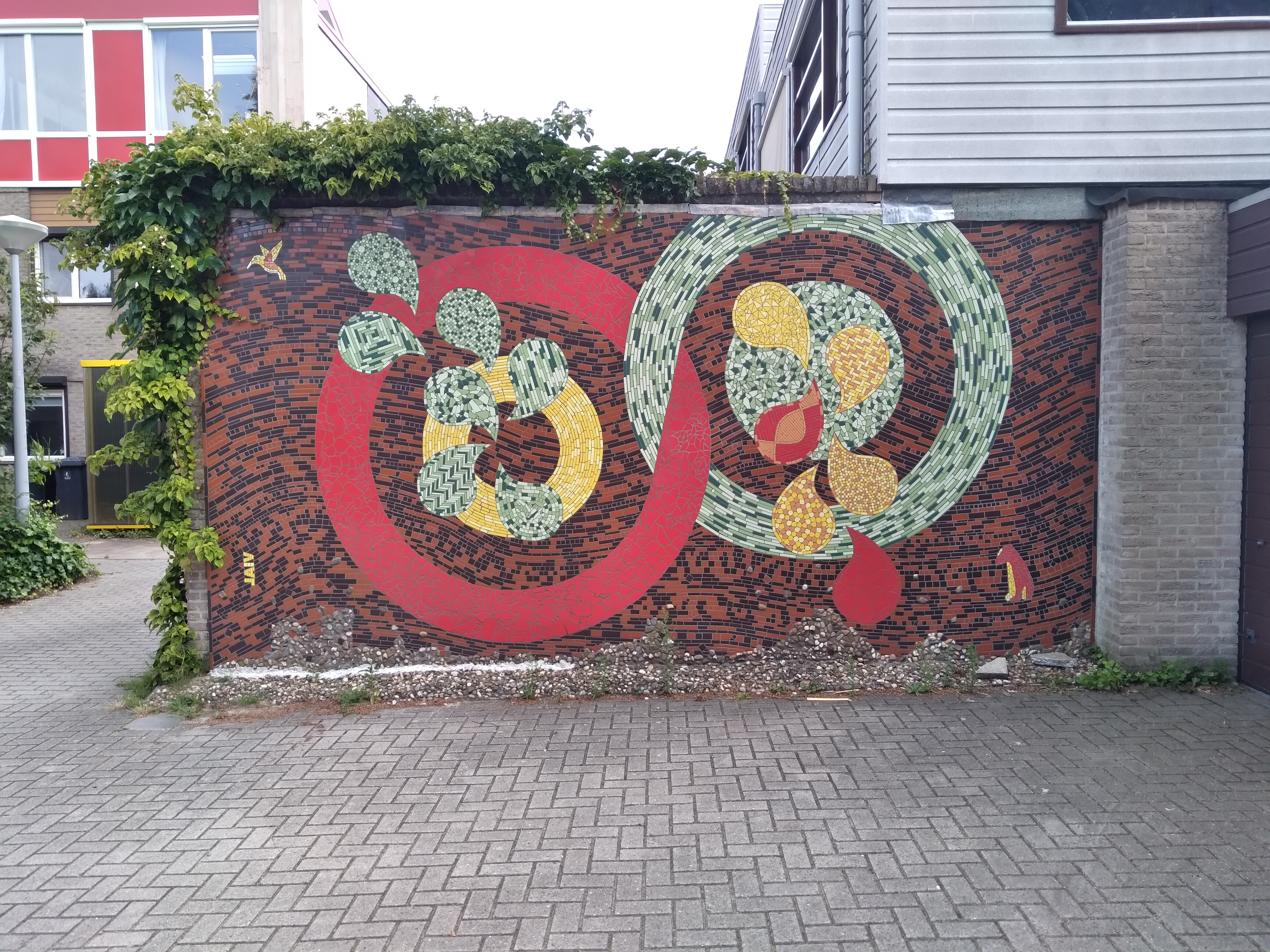
Mozaïek van Peter Vial (augustus 2021)

Huntum is een straat en buurt in de Bijlmermeer in Amsterdam-Zuidoost. De buurt, maar ook de Huntumdreef en het Huntumpad werden op 20 januari 1971 bij een raadsbesluit vernoemd naar een Patriciërshuis aan de Vecht ten zuiden Vreeland. Waar de rest van de Bijlmermeer aan het eind van de 20e en het begin van de 21e eeuw voor grote delen is vernieuwd bevindt deze wijk zich nog steeds grotendeels in zijn oorspronkelijke vorm (gegevens 2021).

## Gebouwen
Deze laagbouwwijk, stedenbouwkundig geheel afwijkend van de rest van de wijk, ligt aan de westrand van de Bijlmermeer en kwam in de tweede helft van de jaren zeventig, net als het Kantershof en Geerdinkhof, streng gescheiden van de hoogbouw tot stand. Alhoewel in 1971 al ingericht duurde het nog tot 1979, tot aan de Hoge Raad der Nederlanden probeerden een of meerdere bewoners hier ook sociale woningbouw te krijgen, hetgeen werd afgewezen.
De wijk is gelegen in het zuidwesten van de Bijlmermeer ten oosten van de Huntumdreef en ligt gescheiden door een groenstrook en water ten westen van het Nelson Mandelapark, ten noorden van de Gaasperdammerweg en ten zuiden van de Karspeldreef. Dwars door de wijk lopen het Bijlmerpleinpad (noord-zuid) en Bullewijkerpad (oost-west), beide een voet- en fietspad.
De wijk bestaat vrijwel geheel uit duurdere koopwoningen met in sommige gevallen een praktijkruimte en zijn allemaal eengezinswoningen in twee of soms drie lagen die toegankelijk zijn via de tuin maar er zijn ook bungalows. Een deel van de grond werd uitgegeven aan toekomstige huiseigenaren, die zelf de architect mochten uitkiezen (zelfbouwkavels). In de wijk is zo onder meer werk te vinden van Pi de Bruijn (63, 64 en 76) en Cees Dam (66-71), hetgeen grotendeels zelfbouwkavels betrof. Zeer afwijkend van bouw is de telefooncentrale met een uitwendige gevel van witte betonplaten.
Het parkeren is geconcentreerd rond parkeerpleintjes maar er zijn ook garageboxen en carports. De woonstraten zijn smal en kronkelig aangelegd als woonerf en er is veel groen in de wijk aanwezig met waterpartijen en voetpaden. Alle woningen in deze wijk hebben de straatnaam Huntum en de huisnummering loopt van 2-16 en van 22-59.
Afwijkend zijn twee nieuwbouwcomplexen ten behoeve van scholen. School De Achtsprong kreeg in 2016 nieuw onderdak ontworpen door 19 Het Atelier Architecten. In 2017 volgde basisschool De Rozemarn met nieuwbouw naar een ontwerp van Maarten van Noort en Philip Breedveld.

## Kunst
De wijk werd niet volgebouwd volgens plan. Zo kreeg Huntum 53 van architect Jos Rommers een blinde muur. Waar aansluitende woningen gepland waren verschenen garageboxen met een teruggetrokken rooilijn. De bewoners van huisnummer 53 gaven daarop aan kunstenaar Peter Vial opdracht de blinde muur te versieren. In zijn muuromvattende mozaïek (er werd ook een kleine versie gemaakt voor in de woning) gaf hij de twee hier wonende ouders als twee verstrengelde ringen weer. Deze ringen zijn onderhevig aan de druppelsgewijs binnenstromende invloeden van hun vier kinderen en omringende buurtbewoners. Elke druppel heeft daarbij een eigen vorm en kleur. De onthulling van dit opvallende artistieke kunstwerk vond op 24 augustus 2013 plaats.

## Openbaar vervoer
Op de Huntumdreef, die net zoals de meeste dreven in de westelijke Bijlmer niet is verlaagd, heeft bus 41 een halte en verbindt de wijk met het metrostation Ganzenhoef en Station Amsterdam Holendrecht. De aansluiting van Huntum met de Huntumdreef is echter wel gelijkvloers voor het verkeer.